# Castorocauda
 Castorocauda  („Biberschwanz“) ist eine ausgestorbene Gattung säugerähnlicher Tiere (Mammaliaformes) aus der Gruppe der Docodonta. Es lebte im mittleren Jura vor etwa 164 Millionen Jahren und zeigte in seinem Körperbau deutliche Anpassungen an eine semiaquatische (teilweise im Wasser stattfindende) Lebensweise. Die bislang einzige bekannte Art ist Castorocauda lutrasimilis.

## Beschreibung
Castorocauda erreichte eine Länge von über 42 Zentimetern (der Schädel war über 6 Zentimeter lang), sein Gewicht wird auf 500 bis 800 Gramm geschätzt. Damit war es größer als alle anderen bisher bekannten Säugetiere und säugerähnlichen Tiere des Juras.
Das Tier hatte einen breiten, weitgehend unbehaarten und beschuppten Schwanz, der vermutlich dem der Biber (Castoridae) ähnelte. Die Zehen der Hinterbeine waren durch Schwimmhäute verbunden, die Vorderbeine waren kurz und kräftig. Vermutlich lässt sich seine Lebensweise mit der des Schnabeltiers vergleichen, das im Wasser schwimmend nach Nahrung sucht. Die Vorderbeine könnten zum Paddeln oder zum Graben von Erdbauen gedient haben.
Deutlich sind am Fossil die Überreste eines Fells zu erkennen, das sich aus Deckhaaren und Unterfell zusammensetzte und bereits dem der heutigen Säugetiere ähnelte. Es ist damit das älteste bekannte säugerähnliche Tier, bei dem ein Fell eindeutig belegt ist und ein Anzeichen, dass die Körperbehaarung – vielleicht verbunden mit thermoregulatorischen Fähigkeiten – sich schon vor der Entstehung der eigentlichen Säugetiere entwickelte.
Der gut erhaltene Unterkiefer weist pro Kieferhälfte vier Schneidezähne, einen Eckzahn, fünf Prämolaren und sechs Molaren auf. Der Bau der Backenzähne stimmt in den breiten Kronen mit dem der übrigen Docodonta weitgehend überein. Eine Besonderheit stellen allerdings die beiden vordersten Molaren dar, die fünf hintereinander angeordnete Höcker aufwiesen. Aus dem Bau der Zähne schließt man, dass sich Castorocauda von Fischen und wasserbewohnenden Wirbellosen ernährt hat.

## Entdeckung und Benennung
Castorocauda ist durch ein nahezu vollständig erhaltenes Skelett bekannt, das in der Jiulongshan-Formation im chinesischen Autonomen Gebiet Innere Mongolei gefunden und im Jahr 2006 von Qiang Ji, Zhe-Xi Luo, Chong-Xi Yuan, und Alan R. Tabrum erstbeschrieben wurde. Der Gattungsname Castorocauda stammt vom lateinischen „castor“ für Biber und „cauda“ für Schwanz, das Artepitheton lutrasimilis leitet sich von den Wörtern „lutra“ (Otter) und „similis“ (ähnlich) ab.

## Systematik
Castorocauda zeigt in seinem Körperbau Ähnlichkeiten mit heutigen wasserbewohnenden Säugetieren wie Bibern, Ottern oder Schnabeltieren. Diese Ähnlichkeiten beruhen jedoch nicht auf Verwandtschaft, sondern auf konvergenter Evolution, da sich die Stammlinien der modernen Säuger erst zu einem viel späteren Zeitpunkt entwickelt haben. Castorocauda wird in die Gruppe der Docodonta eingeordnet, eines vorwiegend im Jura und in der frühen Kreidezeit in Eurasien und Nordamerika verbreiteten Taxons. Sie zählen zu einer Gruppe von Tieren, die zwar weitgehend den heutigen Säugern ähneln, sich aber in Details wie dem Bau der Gehörknöchelchen und des Kiefergelenks unterscheiden und darum noch nicht in die Säugetiere im engeren Sinn (sensu stricto), sondern als „säugetierähnliche“ Tiere (Mammaliaformes) oder Säugetiere im weiteren Sinn (sensu lato) bezeichnet werden. Schon bei einem früher entdeckten Vertreter der Docodonta, Haldanodon, waren die stämmigen Gliedmaßen als mögliche Anpassung an eine grabende oder wasserbewohnende Lebensweise interpretiert worden.

## Bedeutung des Fundes
Castorocauda war das größte bekannte Säugetier (oder säugerähnliche Tier) des Jura und nahm durch seine Anpassungen an das Wasserleben eine Entwicklung vorweg, die bislang nur von Säugern des Känozoikums (über 100 Millionen Jahre später) bekannt war. Bis vor kurzem hielt man alle Säugetiere des Mesozoikums für kleine, relativ unspezialisierte Tiere, die meist nachtaktive Insektenfresser waren. Castorocauda fügt sich aber in eine Reihe in jüngster Zeit entdeckter mesozoischer Säuger, die belegen, dass es schon in jener Epoche bedeutende Spezialisierungen gab, wie die räuberisch lebende Gattung Repenomamus, die ameisenbärähnliche Gattung Fruitafossor oder das mit Gleitmembranen versehene Volaticotherium.